# 梅里丰 (埃罗省)
梅里丰（法語：Mérifons）是法国埃罗省的一个市镇，属于洛代夫区（Lodève）吕纳县（Lunas）。该市镇总面积6.74平方公里，2009年时的人口为47人。

## 人口
梅里丰人口变化图示